# Fergie-diszkográfia
Ez Fergie, az amerikai popénekesnő eddigi zenei szólókiadványainak listája. Fergie-nek eddig 1 albuma, 7 kislemez és 5 videóklipje jelent meg az A&M Records-nál. Fergie 2003-ban vált ismertté a Black Eyed Peas énekesnőjeként. Első szólóalbuma 2006-ban jelent meg The Dutchess címmel, és 2. helyen az amerikai Billboard 200-as listán és 1. lett az ausztrál ARIA albumlistán. Stílusát tekintve Pop, R&B Hip-Hop/Rap keveréke. Az albumról 5 kislemez a Billboard Hot 100-on bekerült a top10-be és ebből 3-mal (London Bridge, Glamorous és Big Girls Don’t Cry) vezette is. Az albumból 3.7 millió példányt, a kislemezekből pedig 13 milliót adtak el az USA-ban.

## Stúdió Albumok
| Év   | Album                                           | Legmagasabb helyezés | Legmagasabb helyezés | Legmagasabb helyezés | Legmagasabb helyezés | Legmagasabb helyezés | Legmagasabb helyezés | Legmagasabb helyezés | Legmagasabb helyezés | Legmagasabb helyezés | Minősítés                                                                | Eladások          |
| Év   | Album                                           | U.S.                 | UK                   | AUS                  | CAN                  | IRL                  | NZ                   | GER                  | FRA                  | JPN                  | Minősítés                                                                | Eladások          |
| ---- | ----------------------------------------------- | -------------------- | -------------------- | -------------------- | -------------------- | -------------------- | -------------------- | -------------------- | -------------------- | -------------------- | ------------------------------------------------------------------------ | ----------------- |
| 2006 | The Dutchess - Formátum: CD, digitális letöltés | 2                    | 18                   | 1                    | 4                    | 9                    | 2                    | 11                   | 44                   | 3                    | - RIAA: 3× Platina - BPI: Platinum - ARIA: 3× Platina - CRIA: 3× Platina | - Kanada: 300,000 |

## Kislemezek
| 2006                  | "London Bridge"                                              | 1   | 1  | 16 | 3   | 3  | 3  | 3  | 1  | 9  | 3  | 16 | 4  | The Dutchess                      |
| 2006                  | "Fergalicious" (feat. will.i.am)                             | 2   | 1  | 24 | 621 | 38 | 23 | 4  | 5  | 3  | 34 | 34 | 4  | The Dutchess                      |
| 2007                  | "Glamorous" (feat. Ludacris)                                 | 1   | 1  | 12 | 6   | 3  | 16 | 2  | 9  | 7  | 25 | 5  | 12 | The Dutchess                      |
| 2007                  | "Big Girls Don't Cry"                                        | 1   | 1  | 1  | 2   | 1  | 6  | 1  | 1  | 10 | 1  | 5  | 6  | The Dutchess                      |
| 2007                  | "Clumsy"                                                     | 5   | 2  | 4  | 621 | 17 | 50 | 3  | 4  | 21 | 53 | 22 | 12 | The Dutchess                      |
| Vendégelőadó          |                                                              |     |    |    |     |    |    |    |    |    |    |    |    |                                   |
| 2007                  | "Impacto (Remix)" (Daddy Yankee feat. Fergie)                | 56  | —  | —  | —   | —  | —  | —  | —  | —  | —  | —  | —  | El Cartel: The Big Boss           |
| 2008                  | "Beat It 2008" (Michael Jackson feat. Fergie)                | —   | —  | 77 | —   | —  | 69 | —  | —  | —  | 65 | —  | —  | Thriller 25                       |
| 2008                  | "Party People" (Nelly feat. Fergie)                          | 40  | 37 | 52 | 14  | 14 | 23 | 7  | —  | —  | —  | 46 | —  | Brass Knuckles                    |
| 2008                  | "That Ain't Cool" (Kumi Koda feat. Fergie)                   | —   | —  | —  | —   | —  | —  | —  | —  | —  | —  | —  | —  | Trick                             |
| 2008                  | "Just Stand Up!" (Különféle női előadókkal)                  | 11  | 18 | 10 | 26  | 22 | —  | 39 | 25 | —  | —  | —  | —  | Just Stand Up! - Single           |
| Promóciós kislemezek  |                                                              |     |    |    |     |    |    |    |    |    |    |    |    |                                   |
| 2007                  | "Barracuda"                                                  | —   | —  | —  | —   | —  | —  | —  | —  | —  | —  | —  | —  | The Dutchess (and Deluxe Edition) |
| 2007                  | "Pick It Up" (feat. Will.i.am)                               | —   | —  | —  | —   | —  | —  | —  | —  | —  | —  | —  | —  | The Dutchess (and Deluxe Edition) |
| 2007                  | "Personal (Big Girls Don't Cry Remix)" (feat. Sean Kingston) | —   | —  | —  | —   | —  | —  | 49 | —  | —  | —  | —  | —  | The Dutchess (and Deluxe Edition) |
| 2008                  | "Here I Come" (feat. will.i.am)                              | 122 | —  | —  | —   | —  | —  | 22 | 38 | —  | —  | —  | —  | The Dutchess (and Deluxe Edition) |
| 2008                  | "Finally" (feat. John Legend)                                | 101 | 61 | 67 | —   | —  | —  | —  | —  | —  | —  | —  | —  | The Dutchess (and Deluxe Edition) |
| 2008                  | "Labels or Love"                                             | —   | 89 | 28 | 56  | 28 | —  | 15 | —  | —  | 53 | —  | 18 | The Dutchess (and Deluxe Edition) |
| Első helyezett számok | Első helyezett számok                                        | 3   | 4  | 1  | —   | 1  | —  | 1  | 2  | —  | 1  | 1  | —  |                                   |
| Top10-be bekerült     | Top10-be bekerült                                            | 5   | 5  | 3  | 3   | 3  | 2  | 6  | 5  | 4  | 2  | 3  | 3  |                                   |

1 A "Clumsy" a "Fergalicious"  B-oldalaként jelent meg Angliában.

## Kislemez minősítések
- ARIA: Australia IFPI: Austria IFPI: Germany SNEP: France NVPI: Netherlands IFPI: Norway IFPI: Sweden IFPI: Switzerland RIAA: U.S. Archiválva 2006. december 21-i dátummal a Wayback Machine-ben BPI: UK

| - "London Bridge" Ausztrália minősítés: Arany USA digitális minősítés: 2x Platina USA mastertone minősítés: Platina - "Fergalicious" Ausztrália minősítés: Arany USA. digital minősítés: 2x Platina USA mastertone minősítés: Platina - "Glamorous" Ausztrália minősítés: Platina USA digitális minősítés: 2x Platina USA mastertone minősítés: Platina Új-Zéland minősítés: Arany | - "Big Girls Don't Cry" Ausztrália minősítés: 2x Platina Dánia minősítés: Platina Svédország minősítés: Arany Új-Zéland minősítés: Platina USA digitális minősítés: 3x Platina USA mastertone minősítés: Platina - "Clumsy" Ausztrália minősítés: Arany USA digitális minősítés: 2x Platina Új-Zéland minősítés: Arany |

## Egyéb dalok
| Év   | Dal                                                         | Hosszúság | Album                                                      |
| ---- | ----------------------------------------------------------- | --------- | ---------------------------------------------------------- |
| 2004 | "True" (will.i.am and Fergie)                               | 3:46      | 50 First Dates: Love song from the Original Motion Picture |
| 2005 | "Shut Up and Dance" (Shaggy featuring will.i.am and Fergie) | 3:24      | Clothes Drop                                               |
| 2006 | "Won't Let You Fall"                                        | 4:36      | Poseidon: Music from the Motion Picture                    |
| 2006 | "Bailamos"                                                  | 3:10      | Poseidon: Music from the Motion Picture                    |
| 2006 | "All Night Long" (Diddy featuring Fergie)                   | 6:25      | Press Play                                                 |
| 2006 | "I'm Chillin'"(The Game featuring Fergie)                   | 4:33      | Doctor's Advocate                                          |
| 2007 | "Glad You're Here" (Macy Gray featuring Fergie)             | 2:54      | Big                                                        |
| 2007 | "Barracuda"                                                 | 4:39      | Shrek the Third: The Motion Picture Soundtrack             |
| 2008 | "Labels Or Love"                                            | 3:45      | Sex and the City: The Movie soundtrack                     |
| 2009 | "Be Italian"                                                |           | Nine Soundtrack                                            |

## Videóklipek
| Év   | Dal                                      | Rendező                | Album        |
| ---- | ---------------------------------------- | ---------------------- | ------------ |
| 2006 | "London Bridge"                          | Marc Webb              | The Dutchess |
| 2006 | "Fergalicious"                           | Fatima Robinson        | The Dutchess |
| 2007 | "Glamorous"                              | Dave Meyers            | The Dutchess |
| 2007 | "Big Girls Don't Cry"                    | Anthony Mandler        | The Dutchess |
| 2007 | "Clumsy"                                 | Marc Webb and Rich Lee | The Dutchess |
| 2008 | "Big Girls Don't Cry (Extended Version)" | Anthony Mandler        | The Dutchess |

### Közreműködés
| Dal                               | Album                   | Megjelenés | Rendező            |
| --------------------------------- | ----------------------- | ---------- | ------------------ |
| "Impacto (Remix)"                 | El Cartel: The Big Boss | 2007       | The Saline Project |
| "Party People"                    | Brass Knuckles          | 2008       | Marc Webb          |
| "That Ain't Cool"                 | Moon                    | 2008       | Fatima Robinson    |
| "That Ain't Cool (Album Version)" | Trick                   | 2009       | Fatima Robinson    |

### Turnék
| Elnevezés          | Időtartam | Helyszínek   |
| ------------------ | --------- | ------------ |
| "Verizon VIP Tour" | 2007-2008 | USA-Brazília |